# Ray Loriga

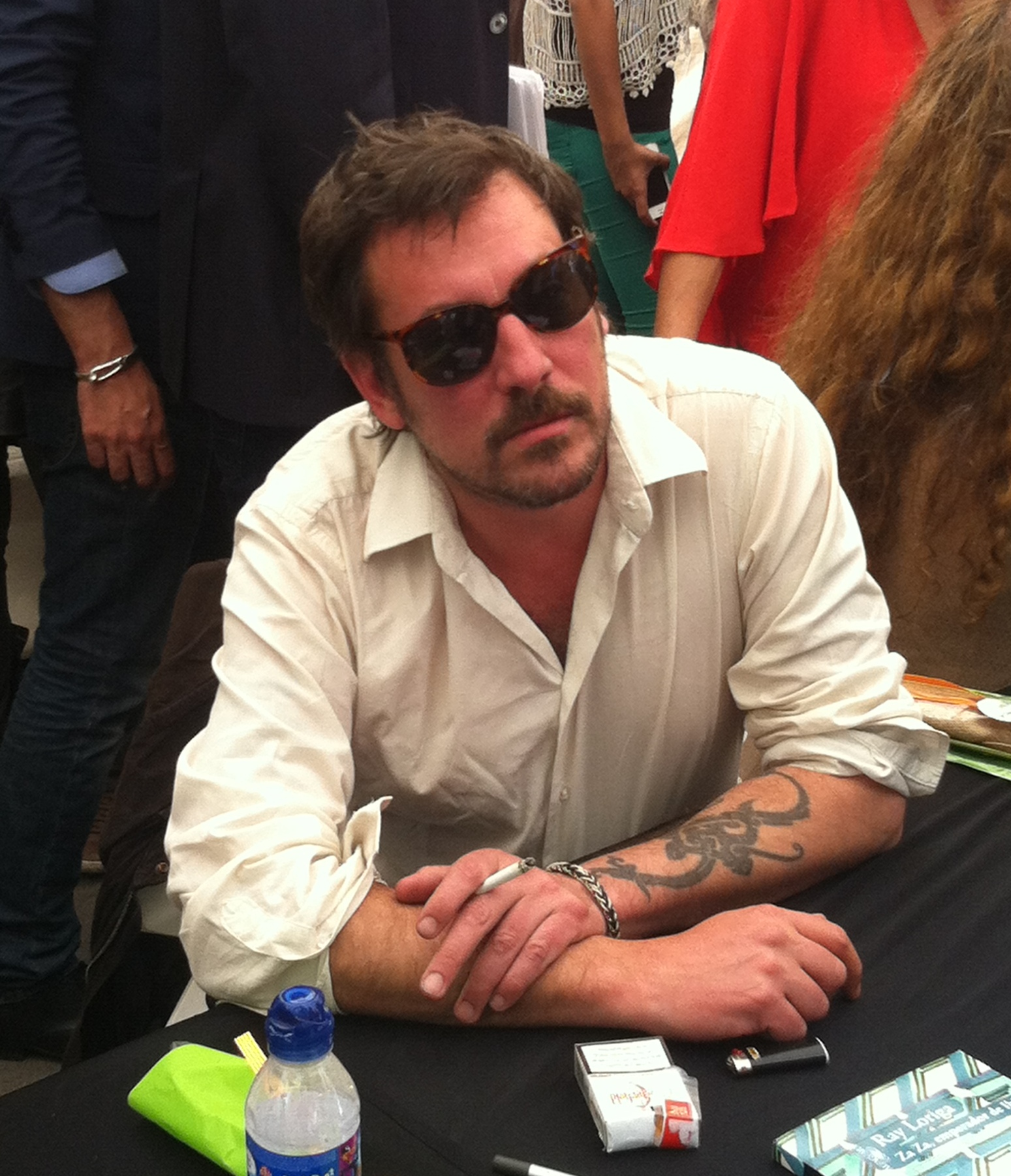
Ray Loriga (2014)

Ray Loriga (eigentlich: Jorge Loriga Torrenova; * 5. März 1967 in Madrid) ist ein spanischer Autor und Regisseur.
Lorigas von einem jungen Versager handelnder Debütroman Lo peor de todo erschien 1992. Sein Regiedebüt hatte er 1997 mit La Pistola de mi hermano. Das von ihm geschriebene Drehbuch basiert auf seinem vierten Roman Caídos de cielo.
Loriga ist auch für andere Regisseure als Drehbuchautor tätig. So wirkte er bei Pedro Almodóvars Carne trémula als Co-Autor und schrieb für Carlos Sauras El séptimo día das Drehbuch.
Loriga hat aus einer früheren Beziehung mit der Musikerin und Schauspielerin Christina Rosenvinge zwei Söhne. Nach einem längeren Aufenthalt in New York City lebt er wieder in Madrid.
Für seinen Roman Rendición erhielt Loriga 2017 den hochdotierten Premio Alfaguara de Novela.

## Werke (Auswahl)
- Schlimmer geht's nicht. Rowohlt, Reinbek 1999, ISBN 3-499-13999-5 (Originaltitel: Lo peor de todo.).
- Tokio liebt uns nicht mehr. A-1-Verlag, München 2000, ISBN 3-927743-51-8 (Originaltitel: Tokio ya no nos quiere.). [4]
- Trífero. A-1-Verlag, München 2002, ISBN 3-548-60411-0 (Originaltitel: Trífero.).

## Filmographie (Auswahl)

### Als Regisseur
- 1997: Die Pistole meines Bruders (La Pistola de mi hermano)
- 2007: Teresa, el cuerpo de Cristo

### Als Drehbuchautor
- 1997: Live Flesh – Mit Haut und Haar (Carne trémula)
- 1997: Die Pistole meines Bruders (La Pistola de mi hermano)
- 2004: El séptimo día
- 2007: Die Frau des Anarchisten (La Mujer del anarquista)
- 2016: Vernon Walks (Kurzfilm)
- 2019: Born a King